# برایت اوسایی-ساموئل
برایت اوسایی-ساموئل (انگلیسی: Bright Osayi-Samuel؛ زادهٔ ۳۱ دسامبر ۱۹۹۷) بازیکن فوتبال اهل نیجریه است.
از باشگاه‌هایی که در آن بازی کرده‌است می‌توان به باشگاه فوتبال کویینز پارک رنجرز، باشگاه فوتبال بلکپول، و باشگاه فوتبال فنرباغچه اشاره کرد.
وی همچنین در تیم ملی فوتبال نیجریه بازی کرده‌است.